# Кларк, Кеон
Эриан Кеон Кларк (англ. Arian Keon Clark; род. 16 апреля 1975) — бывший американский профессиональный баскетболист, выступавший в НБА с 1998 по 2004 годы.

## Биография и карьера
Родившись в Данвилле, штат Иллинойс, Кеон Кларк с детства увлекался баскетболом. Именно этот вид спорта впоследствии помог ему получить стипендию в университете Невады, хотя до этого Кларк успел поучиться в двух других колледжах.
Будучи выбранным клубом «Орландо Мэджик» в первом раунде драфта НБА 1998 года под 13 номером, Кларк сменил пять клубов за шесть лет профессиональной карьеры. Первые три года баскетболист провёл в «Денвер Наггетс», где прогрессировал от сезона к сезону, чему способствовали хорошие физические данные: при росте в 211 сантиметров Кларк обладал размахом рук в 226 сантиметров и вертикальным прыжком в 100 сантиметров. Благодаря этому, Кларк особенно отличался в защите: так, в игре против «Индиана Пэйсерс» 7 марта 2000 года Кеон собрал 22 подбора под щитом, а в матче против «Атланта Хокс» 23 марта 2001 года сумел сделать 12 блок-шотов. Помимо игры в защиты, Кларк запомнился болельщикам зрелищными слэм-данками, которые неоднократно попадали в новостные нарезки лучших моментов НБА.
Потом Кларк был обменян в «Торонто Рэпторс», после чего направился в «Сакраменто Кингз» и «Юта Джаз». За последнюю команду он сыграл всего два матча, после которых был обменян в «Финикс Санз». Впрочем, за аризонский клуб Кларк вообще ни разу не вышел на площадку. По истечении контракта, Кларк не был востребован ни одной командой и был вынужден уйти из профессионального баскетбола.
За карьеру Кларк в среднем за матч набирал по 8,2 очка, 5,9 подбора и 1,62 блок-шота.

## После НБА
Со времён ухода из НБА, у Кларка начались неприятности с законом. Ещё будучи игроком НБА, он попадался на хранении марихуаны, но отделывался штрафом. В 2006 году он был вызван на суд по обвинению в хранении марихуаны и оружия, но не явился на заседание. Маршалы обнаружили его, садившимся на автобус в Хьюстоне, и доставили в Данвилл. Кларк был приговорён к 2,5 годам тюрьмы, но из-за отсутствия адвоката во время оглашения приговора, наказание было отменено. На слушании Кларк признался, что является лечащимся алкоголиком, который злоупотреблял спиртным, начиная со школы. Он также добавил, что за время выступления в НБА, «ни разу не выходил на игру трезвым» и обычно пил во время большого перерыва.
В 2010 году Кларк был вновь приговорён к тюремному заключению, на этот раз получив срок в 33 месяца за повторное вождение автомобиля, будучи лишённым прав. Выйдя из тюрьмы досрочно, Кларк проживал в пригороде Чикаго. 4 декабря 2013 года он был приговорён к восьми годам тюрьмы за хранение огнестрельного оружия и вождение в пьяном виде.

## Статистика

### Статистика в НБА
| Сезон                                                                                    | Команда    | Регулярный сезон | Регулярный сезон | Регулярный сезон | Регулярный сезон | Регулярный сезон | Регулярный сезон | Регулярный сезон | Регулярный сезон | Регулярный сезон | Регулярный сезон | Регулярный сезон | Серия плей-офф | Серия плей-офф | Серия плей-офф | Серия плей-офф | Серия плей-офф | Серия плей-офф | Серия плей-офф | Серия плей-офф | Серия плей-офф | Серия плей-офф | Серия плей-офф |
| Сезон                                                                                    | Команда    | GP               | GS               | MPG              | FG%              | 3P%              | FT%              | RPG              | APG              | SPG              | BPG              | PPG              | GP             | GS             | MPG            | FG%            | 3P%            | FT%            | RPG            | APG            | SPG            | BPG            | PPG            |
| ---------------------------------------------------------------------------------------- | ---------- | ---------------- | ---------------- | ---------------- | ---------------- | ---------------- | ---------------- | ---------------- | ---------------- | ---------------- | ---------------- | ---------------- | -------------- | -------------- | -------------- | -------------- | -------------- | -------------- | -------------- | -------------- | -------------- | -------------- | -------------- |
| 1998/99                                                                                  | Денвер     | 28               | 0                | 14,6             | 45,0             | 0,0              | 56,8             | 3,4              | 0,4              | 0,4              | 1,1              | 3,3              | Не участвовал  | Не участвовал  | Не участвовал  | Не участвовал  | Не участвовал  | Не участвовал  | Не участвовал  | Не участвовал  | Не участвовал  | Не участвовал  | Не участвовал  |
| 1999/00                                                                                  | Денвер     | 81               | 20               | 22,8             | 54,2             | 12,5             | 68,8             | 6,2              | 0,9              | 0,6              | 1,4              | 8,6              | Не участвовал  | Не участвовал  | Не участвовал  | Не участвовал  | Не участвовал  | Не участвовал  | Не участвовал  | Не участвовал  | Не участвовал  | Не участвовал  | Не участвовал  |
| 2000/01                                                                                  | Денвер     | 35               | 3                | 21,5             | 41,2             | -                | 60,0             | 5,3              | 1,0              | 0,5              | 1,3              | 6,5              | Не участвовал  | Не участвовал  | Не участвовал  | Не участвовал  | Не участвовал  | Не участвовал  | Не участвовал  | Не участвовал  | Не участвовал  | Не участвовал  | Не участвовал  |
| 2000/01                                                                                  | Торонто    | 46               | 0                | 21,0             | 52,2             | 0,0              | 58,5             | 5,4              | 0,8              | 0,3              | 2,4              | 9,0              | 11             | 0              | 9,4            | 36,7           | -              | 65,0           | 2,1            | 0,5            | 0,2            | 0,3            | 3,2            |
| 2001/02                                                                                  | Торонто    | 81               | 31               | 27,0             | 49,0             | 0,0              | 67,4             | 7,4              | 1,1              | 0,7              | 1,5              | 11,3             | 5              | 5              | 34,8           | 54,2           | -              | 93,8           | 8,0            | 1,6            | 0,4            | 1,6            | 13,4           |
| 2002/03                                                                                  | Сакраменто | 80               | 10               | 22,3             | 50,1             | 0,0              | 65,6             | 5,6              | 1,0              | 0,5              | 1,9              | 6,7              | 12             | 0              | 14,3           | 48,8           | -              | 71,4           | 3,7            | 0,3            | 0,3            | 0,7            | 4,6            |
| 2003/04                                                                                  | Юта        | 2                | 0                | 13,5             | 33,3             | -                | -                | 3,5              | 0,5              | 0,5              | 0,0              | 2,0              | Не участвовал  | Не участвовал  | Не участвовал  | Не участвовал  | Не участвовал  | Не участвовал  | Не участвовал  | Не участвовал  | Не участвовал  | Не участвовал  | Не участвовал  |
|                                                                                          | Всего      | 353              | 64               | 22,6             | 50,0             | 5,3              | 64,5             | 5,9              | 0,9              | 0,5              | 1,6              | 8,2              | 28             | 5              | 16,0           | 47,9           | -              | 75,4           | 3,8            | 0,6            | 0,3            | 0,7            | 5,6            |
| Наведите курсор мыши на аббревиатуры в заголовке таблицы, чтобы прочесть их расшифровку. |            |                  |                  |                  |                  |                  |                  |                  |                  |                  |                  |                  |                |                |                |                |                |                |                |                |                |                |                |